# Ботроп-Айген

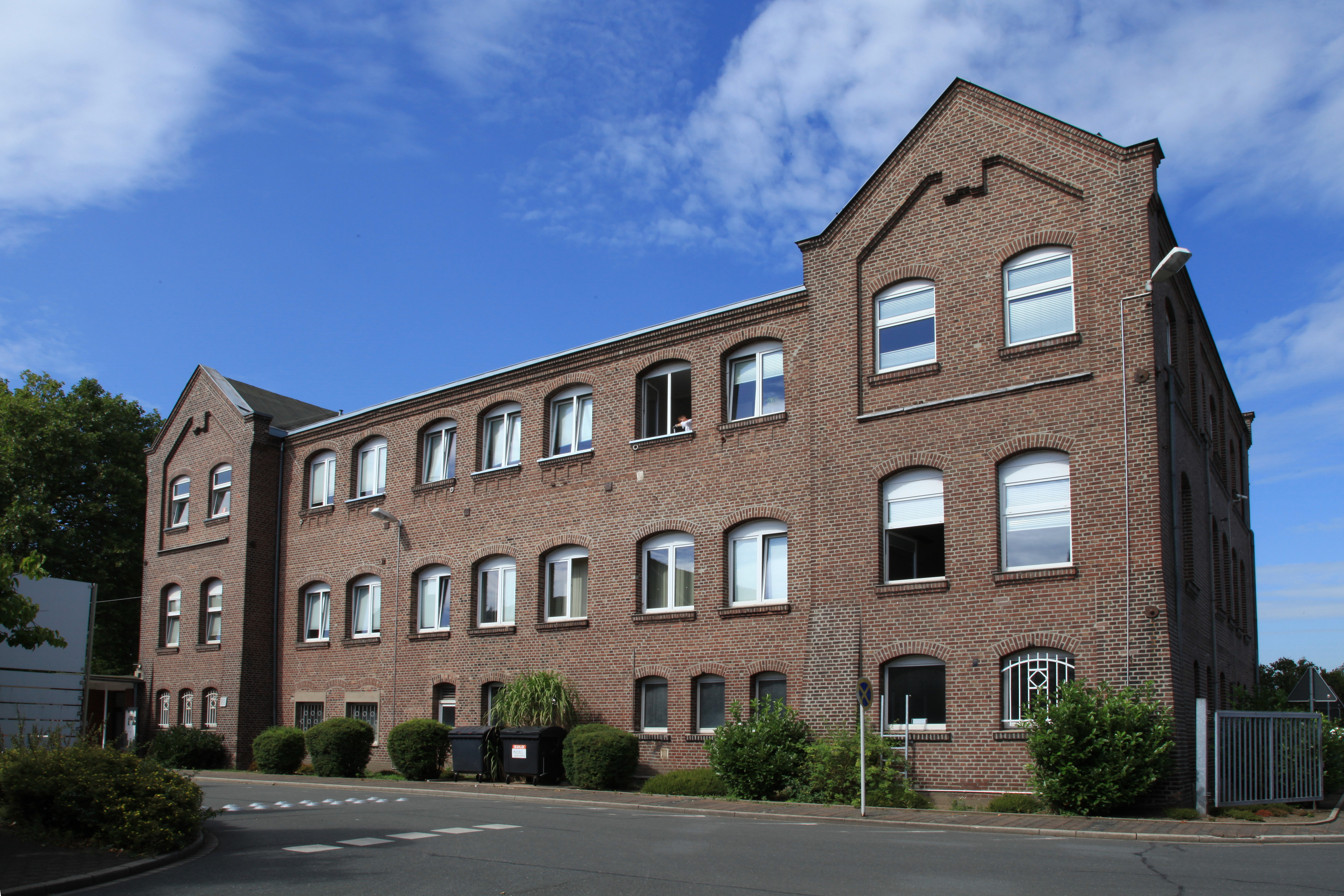
Бывшая шахта, ныне международная фирма Eurivia в Айгене

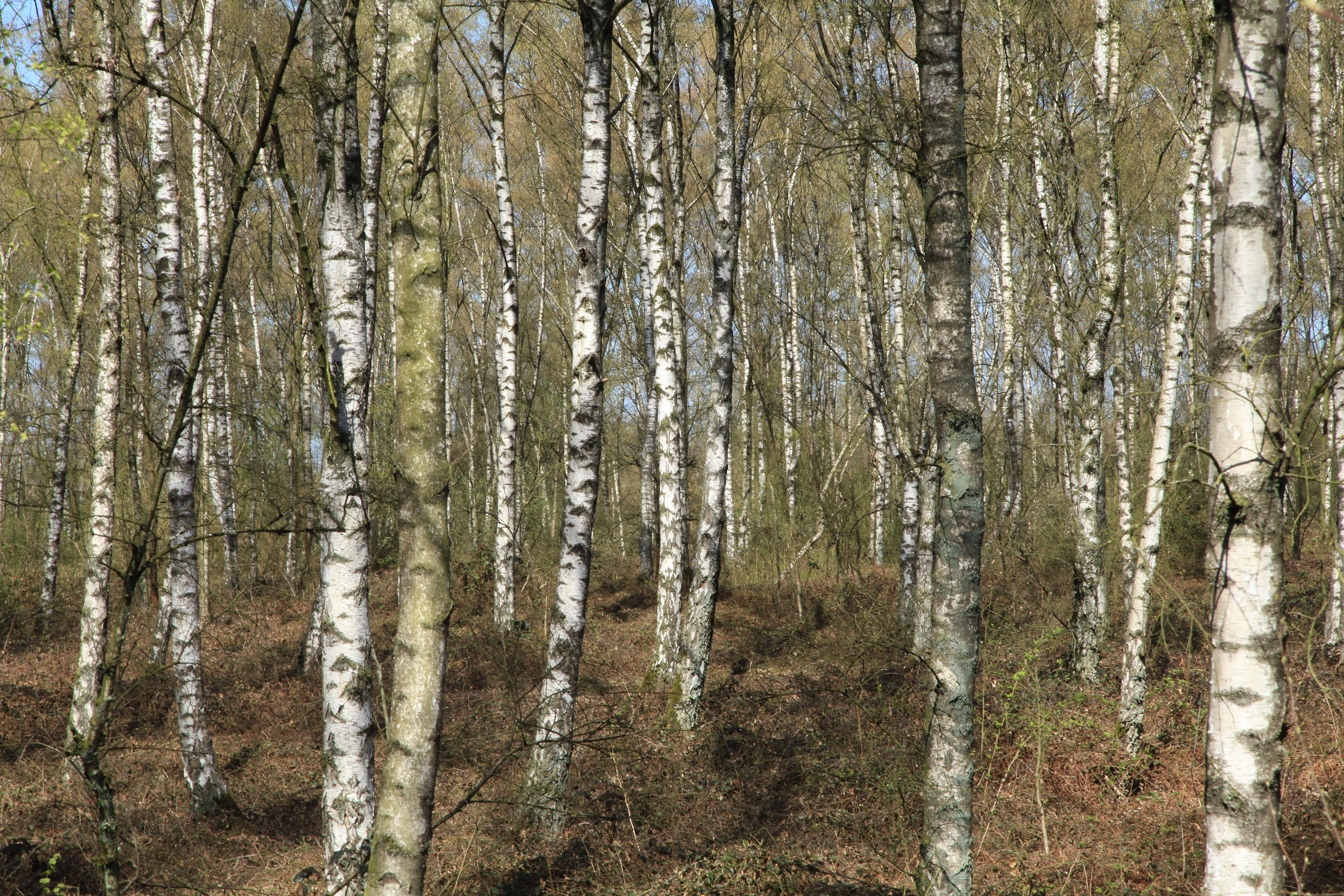
Природа Айгена

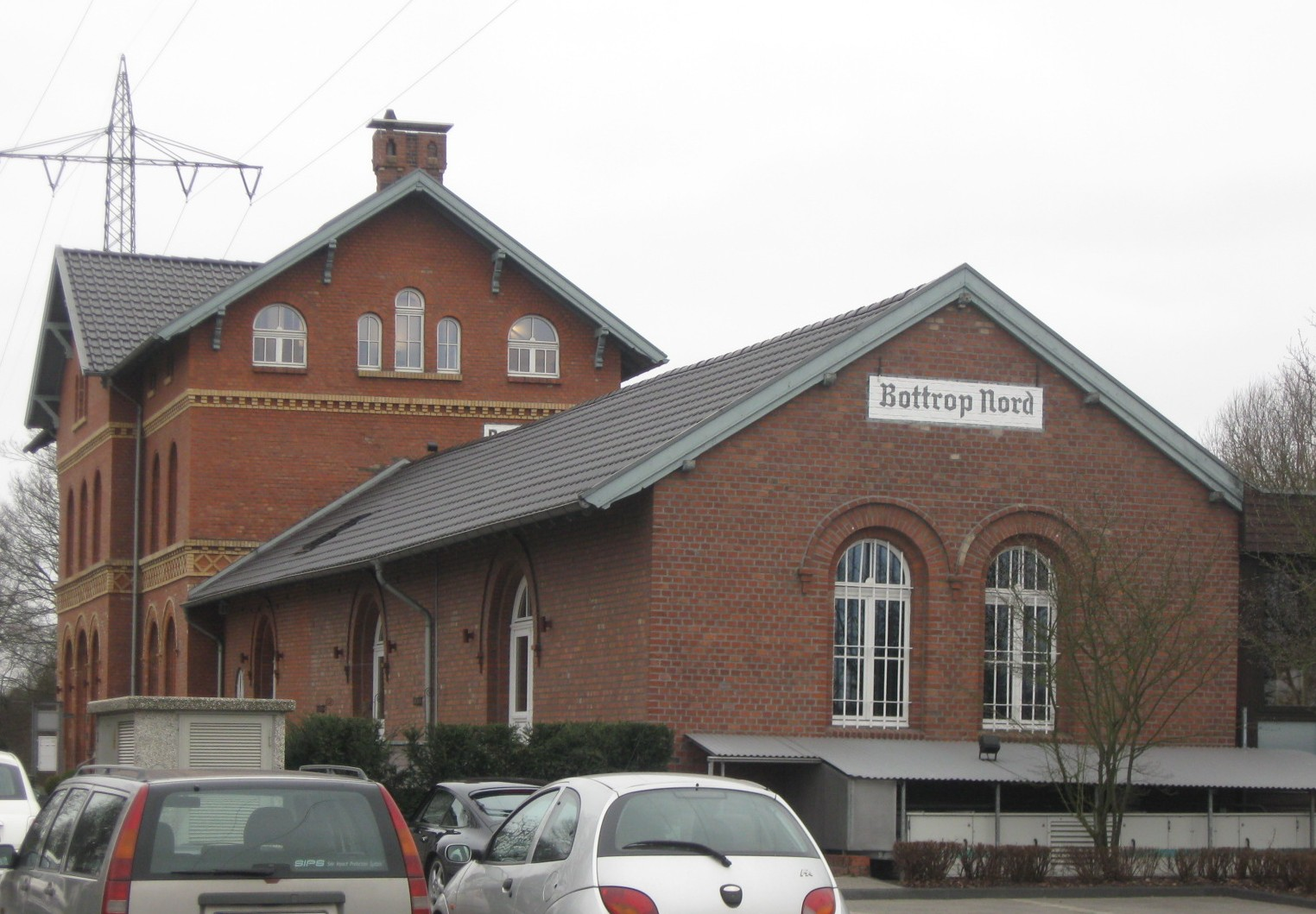
Бывшая ж. д. станция, ныне ресторан «Ботроп Норд»

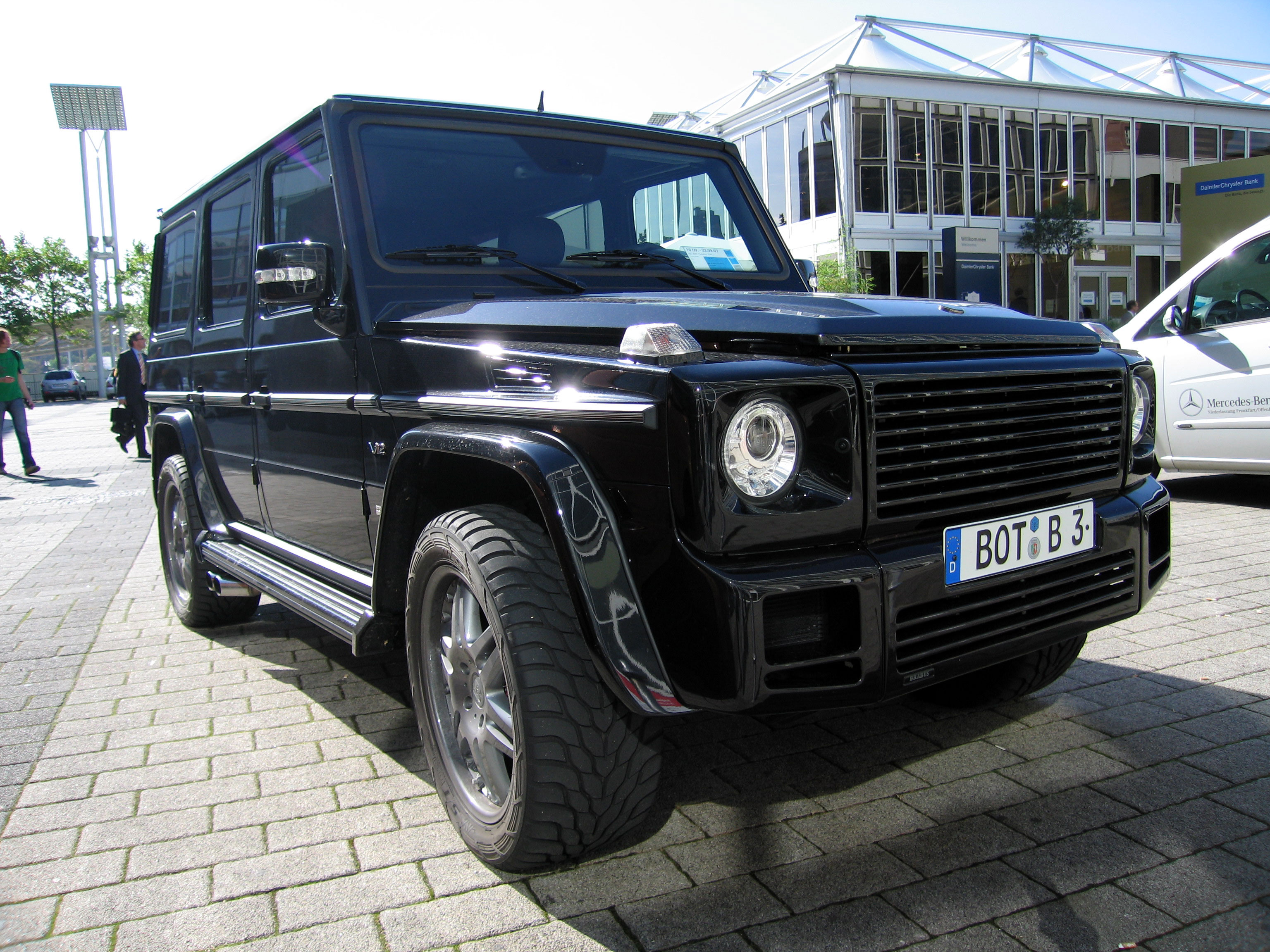
Внедорожник Brabus G V12 Biturbo, Айген

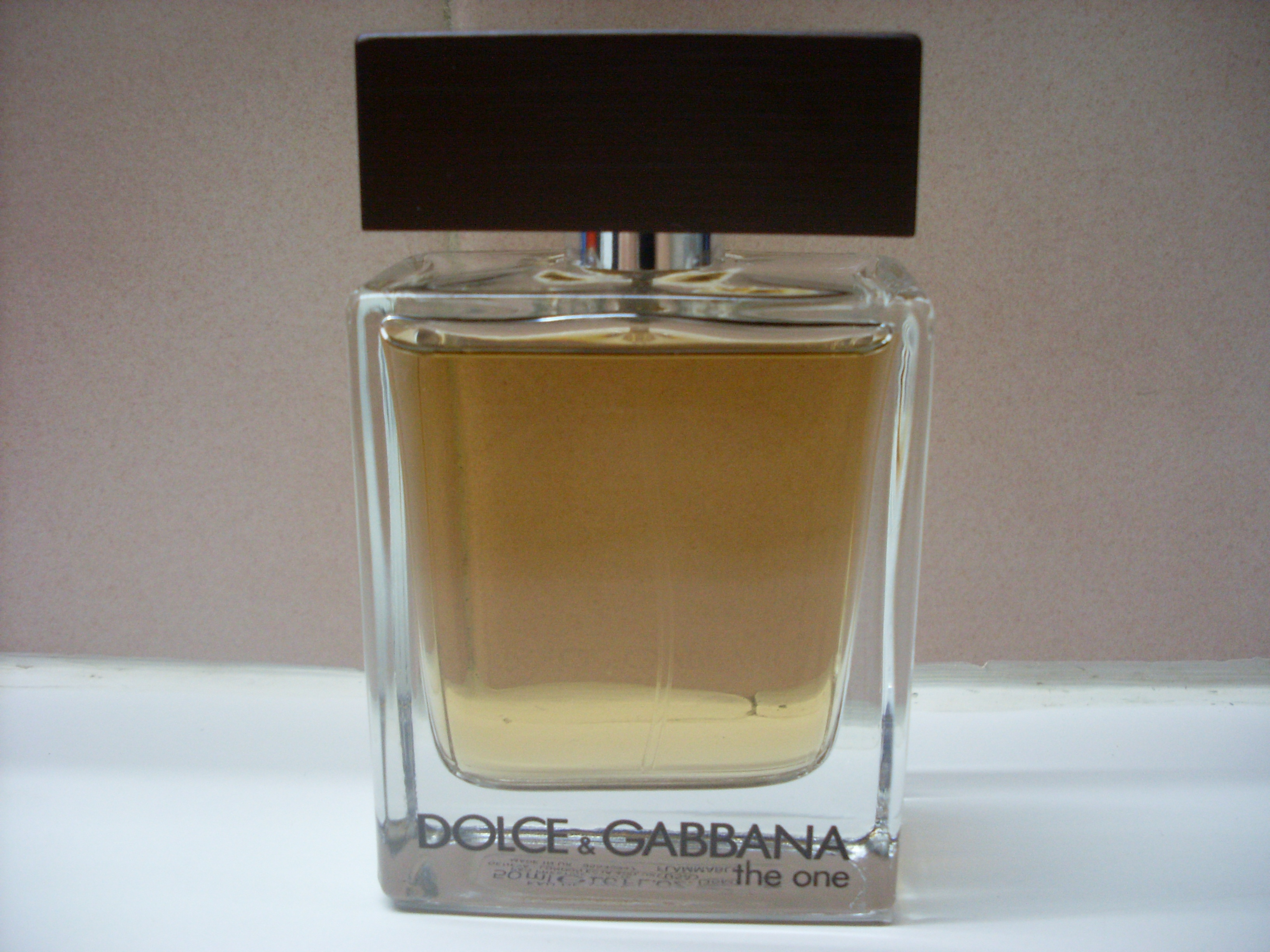
Продукция фирмы Dolce&Gabbana, Айген

Айген (нем. Eigen) — один из 17 административных районов независимого города Ботроп (Северный Рейн-Вестфалия, Германия). Впервые название упоминается в 1410 году как «уп дем Айген» (up dem Eigen) при описании крестьянской усадьбы Шлангенхольт (Schlangenholt).

## Положение
Район Айген, располагаясь в центральной части Ботропа, граничит с городскими районами Батенброк (Batenbrock), Бой (Boy), Графенвальд (Grafenwald), Штадтмитте (Stadtmitte) и Фуленброк (Fuhlenbrock). По восточной границе Айген соседствует с районом Эллингхорст (Ellinghorst) города Гладбек (Gladbeck).

## Население
Население Айгена численностью примерно 12, 5 тысяч жителей рассредоточено на площади примерно 12 км².

## Угольная промышленность
Уголь на территории района Айген был обнаружен и активно добывался уже с начала XIX века, но добыча в промышленных масштабах началась только в 1901 году, когда в эксплуатацию была введена шахта Райнбабен. Несмотря на то, что Ботроп располагается в регионе интенсивной добычи Рурского каменноугольного бассейна и вся территория Айгена расположена над несколькими пластами угля карбона, залегающими на глубине до 1 км, эта шахта оказалась единственной на территории района. Она просуществовала до 1967 года, когда в результате угольного кризиса была законсервирована. С тех пор уголь на территории района Айген не добывается.

## Современные предприятия
- Brabus — всемирно известное тюнинговое предприятие «Брабус» из Айгена, доводящее до максимума технических возможностей и дизайна самые дорогие (стоимостью более 1 миллиона долларов) и самые скоростные (до 370 км/час) легковые автомобили в мире[1].
- Siebel und Weyer — Семейное предприятие по оформлению современного жилого фонда и фирменного стиля. Работа с деревом, стеклом и металлом. Фирма насчитывает 150 сотрудников[2].
- Duft — предприятие по выпуску духов и прочей пахнущей продукции. Производит изделия фирм Dolce & Gabbana, Armani, Boss и других известных брендов[3].

## Инфраструктура
Центром района считается рыночная площадь, открытая после реконструкции 2007 года.
На севере района располагается связка двух автобанов Германии — «А 2» и «А 31». Местное сообщение осуществляется автобусами предприятия «Фестише Штрассенбанен ГмбХ» (Vestische Straßenbahnen GmbH). В Айгене располагается его автопарк.

## История трамвая
С 28 мая 1909 года через Айген стал ходить трамвай линии «Глабдек-Ботроп». Он следовал через весь район с севера на юг по центральной улице, носящей имя города Гладбек (Гладбекер Штрассе, Gladbecker Straße). В то время линия называлась «А» и в 1913 году трамваи ходили с 20-минутным тактом между Гладбеком, Ботропом и Остерфельдом (Оберхаузен). С началом Первой мировой войны такт изменился на 40-минутный. С 1907 по 1915 год трамвайная сеть принадлежала акционерному обществу «Ди Реклингхаузенер Штрассенбан» (Die Recklinghausener Straßenbahn).
В 1915 году общество было преобразовано в «Ди Фестишен Кляйнбанен ГмбХ» (Die Vestischen Kleinbahnen GmbH) и в такой форме просуществовало до 1940 года. Время с 1924 до начала Второй мировой войны стало «золотым веком» в истории местного трамвая. Линия № 18 имела протяжённость 14,5 км и трамвая ходили с 20-минутным тактом.
С 1940 по 1982 год трамвайное предприятие называлось «Фестише Штрассенбанен ГмбХ» (Vestische Straßenbahnen GmbH). В 1946 году изменилась нумерация линий и через Айген по одним и тем же рельсам ходили трамваи № 19, 22. В 1957 году их заменили на № 10. В то время эта линия была самой протяжённой в регионе. Её длина с запада на восток составляла 35 км и она соединяла Реклингхаузен с Оберхаузеном. В связи с активной конкуренцией автобусов в послевоенное время трамвайные пути стали постепенно разбирать и 27 ноября 1976 года трамвай в Ботропе (в то время через Айген ходил трамвай № 17) был ликвидирован, хотя трамвайное название «Фестише Штрассенбанен ГмбХ» осталось до сих пор и относится к автобусному парку, обслуживающему Ботроп.

## Достопримечательности и туризм
Айген небогат архитектурными достопримечательностями, но для местного пешеходного и велосипедного туризма широко используется территория Кёльнского леса, часть которого выделена в природоохранную территорию.
- Католическая церковь Богородицы «Любимой Госпожи» (Liebfrauenkirche). Построена в 1909 году. Её колокольня высотой 78 метров является самой высокой в епархии Эссена. По субботам и воскресеньям не работает[7][8].
- Высокий бункер на торговой площади (центр района). Серое угрюмое здание с 2010 года является открытой галереей искусств. Периодически происходит смена экспозиции (один раз в три-пять лет). Уже выставлялись портреты жителей района всех возрастов и живописные полотна учеников местной школы имени Вилли Брандта, живопись старших школьников начальных школ Айгена. Данный оригинальный проект финансируется Земельным министерством по делам семьи, детей, молодёжи, культуры и спорта, при поддержке местной сберегательной кассы[9].
- Старые шахтерские дома в северной части Айгена по улице Гладбека (Гладбекер-штрассе, Gladbecker Straße). Это полутораэтажные дома конца XIX—начала XX века, сложенные из тёмного красного кирпича с черепичными тёмно-оранжевыми крышами. Район называется «Посёлок Райнбабен» (Райнбабен-Зидлунг, Rheinbaben-Siedlung). Местные жители считают эти дома лучшими для современной жизни[10].
- Железнодорожный вокзал Ботроп-Норд. Старый железнодорожный вокзал на одноколейной неэлектрифицированной ж. д. линии Дуйсбург-Квакенбрюк (Duisburg-Quakenbrück). Ныне здесь нет железнодорожного сообщения и здание вокзала выполняет функции ресторана. Здание имеет важное местное историческое и архитектурное значение.

## Дороги и улицы
Всего в Айгене насчитывается 99 улиц, 2 линии железных дорог и 2 автобана. Местные дороги, в том числе лесные и полевые, названы улицами. Несколько из них также имеют названия, но не внесены в официальный список улиц Айгена.

### Улицы

#### А
Август-Шмидт-Вег (August-Schmidt-Weg);
Агата-штрассе (Agathastraße);
Аегиди-штрассе (Aegidistraße);
Альтхан-штрассе (Althanstraße);
Ам Векельсберг (Am Weckelsberg);
Ам Зелльброксберг (Am Sellbrocksberg);
Ам Кирхшеммсбах (Am Kirchschemmsbach);
Ам Лимберг (Am Limberg);
Ам Траппенхоф (Am Trappenhof);
Ам Фенн (Am Venn);
Ам Фёингхольц (Am Vöingholz);
Ам Шайдгенсбах (Am Scheidgensbach);
Ам Шлангенхольт (Am Schlangenholt);
Ан Либфрауен (An Liebfrauen);
Андреас-Хофер-Штрассе (Andreas-Hofer-Straße);
Арминиус-штрассе (Arminiusstraße);
Ахорн-вег (Ahornweg).

#### Б
Байрих-штрассе (Beyrichstraße);
Банница-штрассе (Bannizastraße);
Барбара-штрассе (Barbarastraßer);
Баур-штрассе (Baurstraße);
Бах-штрассе (Bachstraße);
Бетхофен-штрассе (Beethovenstraße);
Бёгельсхайде (Bögelsheide);
Бёрен-штрассе (Börenstraße)
Бодельшвинг-штрассе (Bolelschwinghstraße);
Брунхильден-вег (Brunchildenweg);
Брёмер-штрассе (Brömerstraße);
Брюнер-штрассе (Brünerstraße);
Бухен-штрассе (Buchenstraße);
Бюгель-штрассе (Bügelstraße).

#### В
Вагенфельд-штрассе (Wagenfeldstraße);
Верк-штрассе (Werkstraße);
Вёркамп (Wörkamp);
Вильденхоф (Wildenhoff);
Вильхельм-Тель-Штрассе (Wilhelm-Tell-Straße);
Винкельсхайде (Winkelsheide);
Виттекинд-штрассе (Wittekindstraße).

#### Г
Гернот-штрассе (Gernotstraße);
Гладбекер Штрассе (Gladbecker Straße);
Греф-штрассе (Gräffstraße).

#### З
Зигфрид-штрассе (Siegfriedstraße).

#### И
Им Таушлаг (Im Tauschlag);
Имбуш-штрассе (Imbuschstraße);
Ин ден Вайвизен (In den Weywiesen);
Ин дер Литтершайде (In der Littersheide);
Индустрие-штрассе (Industriestraße).

#### Й
Йозеф-Альберс-Штрассе (Josef-Albers-Straße).

#### К
Кёрнер-штрассе (Körnerstraße);
Кирххеленер Штрассе (Kirchhelener Straße);
Клеф-штрассе (Cleffstraße).
Кримхильден-вег (Kriemhildenweg);
Крюммер-штрассе (Krümmerstraße).

#### Л
Либрехт-штрассе (Liebrechtstraße);
Лизенфельд-штрассе (Liesenfeldstraße);
Линдхорст-штрассе (Lindhorststraße);
Лосзен-штрассе (Lossenstraße).

#### М
Майбах-вег (Maybachweg);
Мидде-вег (Middeweg);
Моцарт-штрассе (Mozartstraße).

#### Н
Несзель-штрассе (Nesselstraße);
Нибелунген-вег (Nibelungenweg);
Николаус-Гросс-Штрассе (Nikolaus-Groß-Straße);
Норд-ринг (Nordring).

#### О
Оберхаузенер Штрассе (Oberhausener Straße).

#### Р
Райнбабен-штрассе (Rheinbabenstraße);
Риппельбек-штрассе (Rippelbeckstraße);
Роланд-штрассе (Rolandstraße);
Рохус-штрассе (Rochusstraße);
Рюбенкамп (Rübenkamp).

#### С
Сартер-штрассе (Sarterstraße);
Сюдов-штрассе (Sydowstraße).

#### Т
Таннен-штрассе (Tannenstraße);
Теглихбек-штрассе (Taeglichsbeckstraße);
Траппен-штрассе (Trappenstraße);
Туркуэн-штрассе (Tourcoingstraße).

#### Ф
Фельзен-штрассе (Velsenstraße);
Фен-штрассе (Veenstraße);
Финкен-штрассе (Vienkenstraße);
Фишедик-штрассе (Fischedickstraße);
Фукс-штрассе (Fuchsstraße).

#### Х
Хаген-штрассе (Hagenstraße);
Хайнрих-Тайсен-Штрассе (Heinrich-Theißen-Straße);
Херцог-штрассе (Herzogstraße);
Хиберниа-штрассе (Hiberniastraße);
Хольтфорт-штрассе (Holtfortstraße);
Христиан-Фабиан-Штрассе (Christian-Fabian-Straße);
Хуземан-штрассе (Husemannstraße).

#### Ш
Шанц-штрассе (Schantzstraße);
Шарнхёльц-штрассе (Scharnhölzstraße);
Шарф-штрассе (Scharfstraße);
Шварвизе (Schwarwiese);
Шилль-штрассе (Schillstraße);
Штайнбринк-штрассе (Steinbrinkstraße);
Штенкхоф-штрассе (Stenkhoffstraße);
Шуберт-штрассе (Schubertstraße);
Шуман-штрассе (Schumannstraße).

#### Э
Эрнст-Мориц-Арндт-Штрассе (Ernst-Moritz-Arndt-Straße);
Эрнст-Эндер-Штрассе (Ernst-Ender-Straße).